# Elmore James
Elmore James (Richland (Holmes County, Mississippi), 27 januari 1918 - Chicago, 24 mei 1963) was een Amerikaans bluesgitarist, zanger en liedjesschrijver, die ook bekend is onder de naam Elmore Brooks.

## Biografie
Op zijn tiende leerde hij blueszingen en gitaarspelen op een zelfgemaakte gitaar. Hij speelde samen met mensen als Robert Johnson en Sonny Boy Williamson I. Hij debuteerde in 1951 met plaatopnames voor Lillian McMurry’s Trumpet Records en werd een van de exponenten van de Chicago blues.
Hij nam meer dan 100 nummers op en werd weldra bekend als King of the Slide-gitaar. Met zijn rauwe, scheurende muziek en soulvolle stem legde hij mee de basis voor wat later de rock-'n-roll zou worden. Bekende nummers zijn Talk to me baby, Look on yonder wall, Shake your moneymaker, Madison Blues, Sky is crying.
Elmore James was een verlegen persoonlijkheid die door de opnametechnici over zijn schroom werd geholpen door hem te laten denken dat hij aan het repeteren was op het moment dat er eigenlijk opnames plaatsvonden.
Er zijn geen opnames van Elmore James bewaard gebleven uit de periode 1929 en 1952. Toch wordt hij zelfs door Little Richard bestempeld als een rockartiest. Ook Jimi Hendrix zegt door hem beïnvloed te zijn.
James werd opgenomen in de Mississippi Musicians Hall of Fame.
In 1963 overleed hij aan een hartaanval, aan de vooravond van zijn comeback.

## Muzikale kenmerken

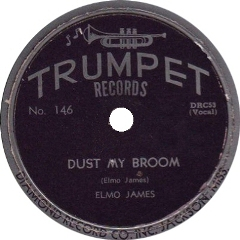
Elmore James: Dust my Broom

Zijn bekendste nummer is Dust My Broom, een nummer geschreven door Robert Johnson. Vooral de intro van dit nummer is een riff die door bluesgitaristen veel wordt gebruikt als opening van hun nummers. Het nummer werd ook gebruikt in de film The Wolf of Wall Street (2013).
The Allman Brothers Band speelde Done Somebody Wrong en One Way Out van hem, en Chairmen of the Board wijdde Elmo James aan hem. Ook Eric Burdon, ex-zanger van The Animals, heeft een nummer over hem geschreven: No More Elmore.
Gitarist Jeremy Spencer kopieerde zijn stijl op de eerste Fleetwood Mac-platen met covers van Coming Home en Shake your moneymaker.
werd gecoverd door Earl Hooker, George Thorogood, Fleetwood Mac, The Blues Band, Jimi Hendrix en Canned Heat.